# مارسن
مارسن (بالهولندية: Maarssen ) هي بلدة بوسط هولندا، بمقاطعة أوترخت.

## أعلام
- تيم فان دي بيرغ